# کفر هند
کفر هند (به عربی: کفر هند) یک روستا در سوریه است که در ناحیه سلقین واقع شده‌است. کفر هند ۱٬۰۷۳ نفر جمعیت دارد.